# Бэкон, Реджинальд
Реджинальд Хью Спенсер Бэкон (англ. Reginald Hugh Spencer Bacon; 6 сентября 1863 ― 9 июня 1947) ― адмирал Королевского военно-морского флота, известный своими техническими новациями. Был отрекомендован первым морским лором адмиралом Джоном Фишером как «светлейшая голова среди офицеров военно-морского флота».

## Биография

### Происхождение
Реджинальд Бэкон родился в деревне Уигоннхол в Западном Суссексе. Он был сыном настоятеля храма, преподобного Томаса Бэкона, и его жен Лавинии Эммы, дочь Джорджа Шо из города Тинмут в графстве Девон. Преподобный Томас был племянником промышленника Энтони Башби Бекона из Элкот Парк, Беркшир, и двоюродным дедом историка Эммы Элизабет Тойтс из Салхамстед, Беркшир.

### Начало карьеры
Бэкон вступил в военно-морские силы в 1877 году. Во время манёвров 1896 года привлёк к себе внимание командира флотилии миноносцев. В 1897 году был одним из командующих во время британской карательной экспедиции в Бенин, а по возвращении оттуда написал книгу Бенин, Город крови (Benin, the City of Blood; 1897), в которой описал этот поход.
Произведён в капитаны в 1900 году. После этого покинул Средиземную станцию и был назначен на капитана инспектора подводных лодок. Перед ним была поставлена задача внедрение и развития технологий и тактики применения первых подводных лодок. В августе 1901 года был назначен капитаном HMS Hazard, которая незадолго перед этим была переоборудована в первую в мире плавучую базу подводных лодок. Его прекрасные технические способности и энтузиазм получили признание со стороны руководства флота, в частности, от адмирала Джона Фишера.
В начале 1901 года Бэкон был назначен королем Эдуардом VII членом специальной дипломатической миссией, которая была уполномочена объявить о его восшествии на престол правительствам Австро-Венгрии, Румынии, Сербии и Турции.

### Бэкон как новатор
Бэкон был достаточно хорошо квалифицирован для своей новой работы с подлодками, поскольку до этого он имел обширный опыт службы на миноносцах на протяжении 1890-х годов, а также провёл несколько лет в штате училища в HMS Vernon. Бэкон внёс значительный вклад в разработку линейного корабля HMS Dreadnought который произвёл революцию в судостроении, а также участвовал в создании осадных орудий для Британских экспедиционных сил в 1914 году и был одним из разработчиков системы минных заграждений в Северном море. После выхода в отставку начал писать книги вроде Простого руководства по беспроводной связи для всех, чьи знания об электричестве находятся на уровне ребёнка.
Историк Майк Дэш отмечает, что хотя «нет никаких сомнений в том, что [его] способность овладеть технологиями, с которыми он имел дело, послужила делу укрепления самодостаточности подводных лодок, по своему характеру он был замкнутым и упрямым и редко признавался, что нуждается в помощи от кого-либо».
Бэкон также имел следующую черту характеру, которая имела большое отражение в его карьере: «несчастный дар: люди либо чрезвычайно высоко отзывались о нём, либо чрезвычайно низко». Он не стремился быть другом всем подряд, как его заклятый враг Роджер Кейс, который сменил его в качестве командующего Дуврского патруля. Барон Морис Хэнки, который воевал вместе с Бэконом во время Первой мировой, отзывался о нём как об «офицере наступательного духа»; при этом Реджинальд Тирвитту, командир группы Харвич, также известный своей приверженностью к наступательной стратегии Бэкон «был худшим врагом, чем немцы, не желавшим идти на риск... он втёрся в доверие ко всем в Адмиралтействе и делает то, что ему пожелается... Вы поймете меня, если я скажу, что он не белый человек.»

### Капитан-инспектор подводных лодок
Роль Бэкона в создании и развитии подводного флота Великобритании велика, особенно с учётом того, как тяжело ему было при своём невеликом звании преодолевать косность высокопоставленных адмиралов и лордов Адмиралтейства. По словам биографа Майкла Дэша, «ни одна из этих неоднозначных оценок... не должна затмевать достижения Бэкона на гражданской службе, которые были очень значительны. Ему мы обязаны развитием техники полуавтономных подводных лодок, которые хорошо себя проявили ка во время войны, так и во время мира». Бэкон также остро осознавал ранние недостатки подводных лодок и «особенно подчеркивал», что он старался «не быть опрометчивым; на самом деле [свою] работу проводилс большой осторожностью... Единственное опасение относительно безопасности лодок заключалось в том, что знакомство с ними могло породить сверхуверенность». Его жизненная философия заключалась в том, что «успех ожидает того, кто обращает внимание на бесконечные детали».
Бэкон внёс решающий вклад в раннее развитие конструкции подводной лодки HMS A1, которая была значительным шагом вперёд по сравнению с предыдущими классом HMS Holland 1. А1, разработанный Бэконом вместе с работниками Vickers, предусматривал постройку рубку с перископом новаторского дизайна, разработанным ирландско-американским изобретателем Джоном Холландом, сделав субмарину значительно более мореходной и более опасной в атаке.

### Первый командир «Дредноута»
Бэкон был первым командиром HMS Dreadnought. В июне 1906 году он получил приказ об испытании корабля и повёл его вВест-Индию. В августе 1907 года он был назначен на должность директора военно-морской артиллерии, сменив на этом посту Джона Джеллико.

### Производство боеприпасов в Ковентри

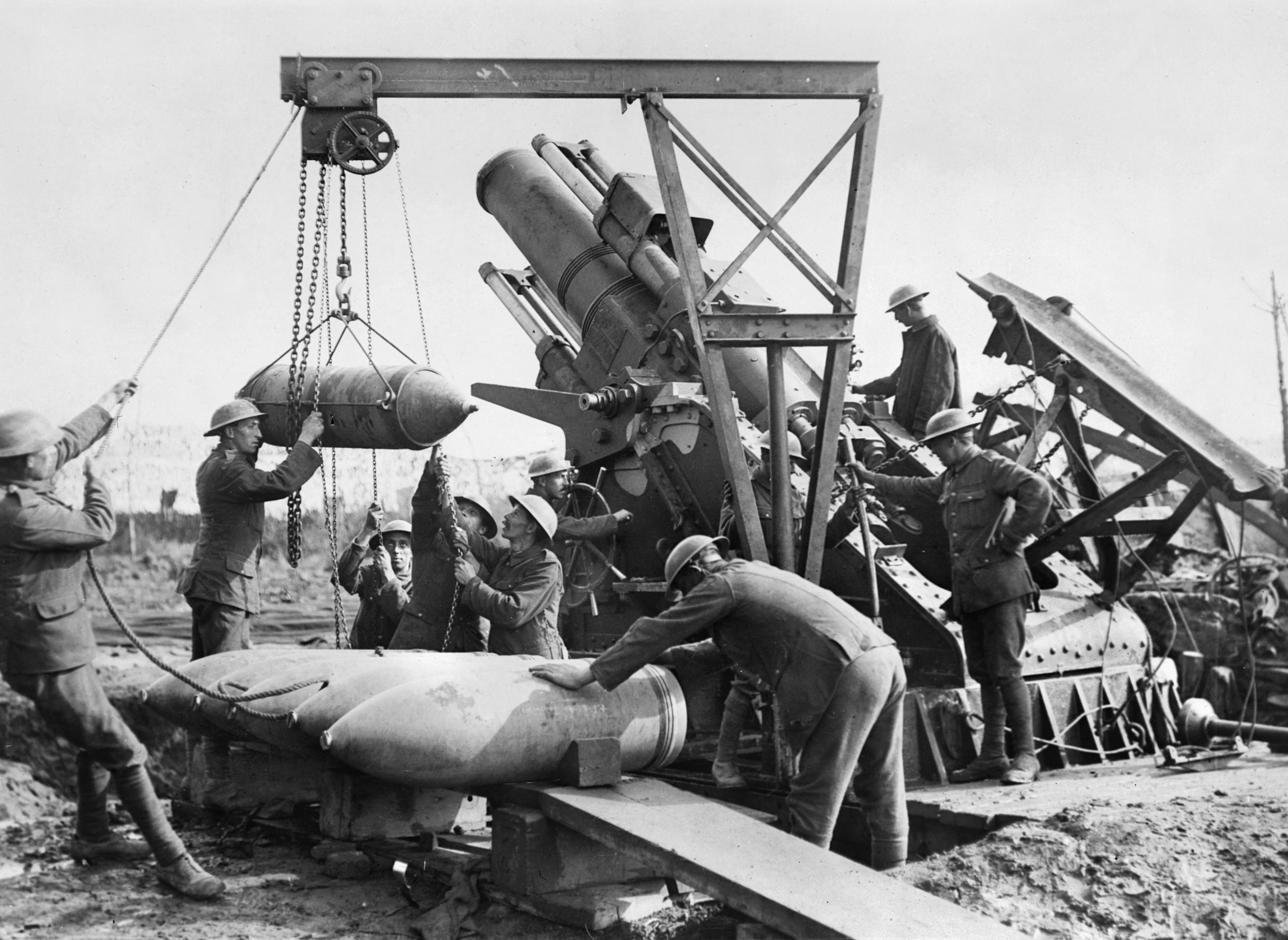
15-дюймовая гаубица на Менин-Роуд, 1917

В июле 1909 года Бэкон был произведён в контр-адмиралы и в ноябре 1909 года стал занять должность директора-распорядителя завода по производству боеприпасов в Ковентри.
В это время в Ковентри, изготавливались 4,5-дюймовая гаубица, корабельная 5,5-дюймовая корабельная пушка Mark I и 9,2-дюймовая гаубица. В начале войны, в свете бомбардировки немцами фортов в Льеже, завод в Ковентри в частном порядке разработал 15-дюймовую гаубицу BL, которую должны были переносить три артиллерийских тягача Даймлер-Фостер с объемом двигателя в 105 л. с. каждый. Артиллеристы жаловались на его недостаточную дальность стрельбы и отказались принимать её на вооружение, однако Уинстон Черчилль, как первый Лорд Адмиралтейства, приказал сформировать гаубичную бригаду в Королевской морской артиллерии с двенадцатью этими пушками. Первая гаубица была отправлена во Францию в феврале 1915 года. В апреле 1915 года Бэкон был вызван в Адмиралтейство: Черчилль и Джеки Фишер были готовы послать одну 15-дюймовую гаубицу в Галлиполи. Бэкон организовал транспортировку, и, проведя несколько дней был в Париже и уже готовясь к отправке в Дарданеллы, он неожиданно был отозван в Лондон Черчиллем и был назначен главнокомандующим Дуврской группой, сменив на этом посту контр-адмирал Хораса Худа.

### Командующий Дуврской группой
Бэкона стал командующим Дуврским патрулём в апреле 1915 года и на этом посту приступил к минированию Северного моря. Бэкон также принимал участие в планировании рейдов на Зебрюгге и Остенде. Жаловался, что важные детали его плана были изменены или опущены из-за неопытности его исполнителей.

### Отставка
Бэкон ушёл в отставку вскоре после ухода с поста командующего Дуврского патруля. Написал множество книг, включая биографию Джона Джеллико и своего старого наставника адмирала флота Лорда Фишера.

## Семья
Женился на Сесили Сертис в Дарлингтон, графство Дарем в 1897 году. У них родилась дочь и двое сыновей, оба из которых умерли молодыми: один как солдат во время Первой мировой войны, второй скончался от пневмонии во время службы в военно-морском флоте в 1919 году. Сам Бэкон умер 9 июня 1947 года в своём доме в Ромси,Хэмпшир.

## Сочинения
- Bacon, R. S. Benin: City of Blood. London: Edward Arnold, 1897. OCLC 4454844
- Bacon, R. S The Dover Patrol. London, 2 volumes: Hutchinson, 1919. OCLC 1136826
- Bacon, R. S The Jutland Scandal. London: Hutchinson & Co., 1925. 2nd ed. OCLC 1900062
- Bacon, R. S A Naval Scrap-Book. First part, 1877–1900. London: Hutchinson, 1925. OCLC 6080198
- Bacon, R. S The Stolen Submarine: a Story of Woman's Pluck. London: E. Nash & Greyson, 1926. OCLC 316187982
- Bacon, R. S A Social Sinner. London: E. Nash & Greyson, 1926. OCLC 316187977
- Bacon, R. S The Motor-Car And How It Works. London: Mills & Boon, 1927. OCLC 843000176
- Bacon, R. S A Simple Guide To Wireless, For All Whose Knowledge of Electricity is Childlike. London: Mills & Boon, 1930. OCLC 220643179
- Bacon, R. S The Concise Story of the Dover Patrol. London: Hutchinson, 1932. OCLC 1899634
- Bacon, R. S The Life of John Rusworth, Lord Jellicoe. London: Cassell & Co., 1936.
- Bacon, R. S From 1900 Onward. London: Hutchinson, 1940. OCLC 8104542
- Bacon, R. S Modern Naval Strategy. London: Frederick Muller, 1941. OCLC 17241075
- Bacon, R. S Britain's Glorious Navy. London: Odhams, 1942. OCLC 3139787
- Bacon, R. S with J. F. C. Fuller and Patrick Playfair. Warfare Today. How Modern Battles are Planned and Fought on Land, at Sea, and in the Air. London: Odhams Press, 1944.
- Bacon, R. S The Life of Lord Fisher of Kilverstone VOL 1 New York (1929): Doubleday. Facsimile edition (2007): ISBN 1-4325-9362-5
- Bacon, R. S The Life of Lord Fisher of Kilverstone VOL 2 New York (1929): Doubleday. Facsimile edition (2007): ISBN 1-4325-9351-X